# Jan Johnsen Sørensen
Jan Johnsen Sørensen (Glostrup, 14 maggio 1955 – 16 febbraio 2024) è stato un calciatore e allenatore di calcio danese, di ruolo centrocampista.

## Biografia
Jan Johnsen Sørensen nacque a Glostrup il 14 maggio 1955.
Iniziò la sua carriera con il Glostrup IC prima di unirsi al BK Frem in Danimarca prima della stagione 1977. Continuò a trasferirsi all'estero per giocare professionalmente per la squadra belga Club Brugge nel 1977. Raggiunse la finale della Coppa dei Campioni del 1978 con il Club Brugge, che fu persa contro il club inglese Liverpool. Giocò sei stagioni al Club Brugge, segnando un totale di 63 gol in 185 partite e vincendo due campionati belgi della Jupiler League. Lasciò il club nel 1983 trasferendosi nei Paesi Bassi per giocare per FC Twente, Feyenoord, Excelsior e Ajax. Concluse la sua carriera attiva con il Portimonense SC in Portogallo. 
Dopo il suo ritiro, fu nominato allenatore del Walsall FC nel giugno 1997. Trascorse 11 mesi nel club, lasciandolo di nuovo nel maggio 1998. In seguito divenne direttore sportivo del club danese Hvidovre IF.
Morì il 16 febbraio 2024 all'età di 68 anni.

## Statistiche

### Cronologia presenze e reti in nazionale
| Cronologia completa delle presenze e delle reti in nazionale ― Danimarca | Cronologia completa delle presenze e delle reti in nazionale ― Danimarca | Cronologia completa delle presenze e delle reti in nazionale ― Danimarca | Cronologia completa delle presenze e delle reti in nazionale ― Danimarca | Cronologia completa delle presenze e delle reti in nazionale ― Danimarca | Cronologia completa delle presenze e delle reti in nazionale ― Danimarca | Cronologia completa delle presenze e delle reti in nazionale ― Danimarca | Cronologia completa delle presenze e delle reti in nazionale ― Danimarca |
| Data                                                                     | Città                                                                    | In casa                                                                  | Risultato                                                                | Ospiti                                                                   | Competizione                                                             | Reti                                                                     | Note                                                                     |
| ------------------------------------------------------------------------ | ------------------------------------------------------------------------ | ------------------------------------------------------------------------ | ------------------------------------------------------------------------ | ------------------------------------------------------------------------ | ------------------------------------------------------------------------ | ------------------------------------------------------------------------ | ------------------------------------------------------------------------ |
| 30-1-1977                                                                | Banjul                                                                   | Gambia                                                                   | 1 – 4                                                                    | Danimarca                                                                | Amichevole                                                               | 1                                                                        |                                                                          |
| 2-2-1977                                                                 | Kaolack                                                                  | Senegal                                                                  | 2 – 3                                                                    | Danimarca                                                                | Amichevole                                                               | -                                                                        |                                                                          |
| 13-4-1977                                                                | Sofia                                                                    | Bulgaria                                                                 | 3 – 1                                                                    | Danimarca                                                                | Amichevole                                                               | 1                                                                        |                                                                          |
| 1-5-1977                                                                 | Copenaghen                                                               | Danimarca                                                                | 1 – 2                                                                    | Polonia                                                                  | Qual. Mondiali 1978                                                      | -                                                                        | 70’                                                                      |
| 1-6-1977                                                                 | Oslo                                                                     | Norvegia                                                                 | 0 – 2                                                                    | Danimarca                                                                | Amichevole                                                               | 1                                                                        |                                                                          |
| 21-9-1977                                                                | Chorzów                                                                  | Polonia                                                                  | 4 – 1                                                                    | Danimarca                                                                | Qual. Mondiali 1978                                                      | -                                                                        | 56’                                                                      |
| 24-5-1978                                                                | Copenaghen                                                               | Danimarca                                                                | 3 – 3                                                                    | Irlanda                                                                  | Qual. Euro 1980                                                          | -                                                                        |                                                                          |
| 31-5-1978                                                                | Oslo                                                                     | Norvegia                                                                 | 1 – 2                                                                    | Danimarca                                                                | Campionato nordico                                                       | -                                                                        |                                                                          |
| 24-11-1979                                                               | Cadice                                                                   | Spagna                                                                   | 1 – 3                                                                    | Danimarca                                                                | Amichevole                                                               | -                                                                        |                                                                          |
| 21-5-1980                                                                | Copenaghen                                                               | Danimarca                                                                | 2 – 2                                                                    | Spagna                                                                   | Amichevole                                                               | -                                                                        |                                                                          |
| 4-6-1980                                                                 | Copenaghen                                                               | Danimarca                                                                | 3 – 1                                                                    | Norvegia                                                                 | Campionato nordico                                                       | -                                                                        | 76’                                                                      |
| Totale                                                                   |                                                                          | Presenze                                                                 | 11                                                                       |                                                                          | Reti                                                                     | 3                                                                        |                                                                          |

## Palmarès

### Giocatore

#### Competizioni nazionali
- Campionato belga: 2

Bruges: 1977-1978, 1979-1980
- Supercoppa del Belgio: 1

Bruges: 1980
- Coppa dei Paesi Bassi: 1

Ajax: 1986-1987

#### Competizioni internazionali
- Coppa delle Coppe: 1

Ajax: 1986-1987